# Ménières
Ménières (Freiburger Patois Menyireⓘ) ist eine politische Gemeinde im Distrikt Broye des Kantons Freiburg in der Schweiz.

## Geographie
Ménières liegt auf 503 m ü. M., 6 km südwestlich von Payerne (Luftlinie) in der freiburgischen Exklave Estavayer-le-Lac. Das Haufendorf erstreckt sich leicht erhöht am westlichen Rand des Broyetals, beidseits des Dorfbachs Ruisseau du Moulin (auch Ruisseau de Monteman genannt), am Ostfuss des Aumont, im nordwestlichen Freiburger Mittelland.
Die Fläche des 4,3 km² grossen Gemeindegebiets umfasst einen Abschnitt des mittleren Broyetals. Der östliche Gemeindeteil liegt in einer offenen, leicht gewellten und vom Dorfbach von Ménières entwässerten Landschaft westlich der Broye. Nach Westen erstreckt sich der Gemeindeboden bis in das angrenzende Molassehügelland, umfasst den unteren Hang des Aumont und erreicht auf der Flur Les Moilles bei Sassel mit 635 m ü. M. den höchsten Punkt von Ménières. Von der Gemeindefläche entfielen 1997 8 % auf Siedlungen, 15 % auf Wald und Gehölze, 76 % auf Landwirtschaft, und etwas weniger als 1 % war unproduktives Land.
Zu Ménières gehören einige Einzelhöfe. Nachbargemeinden von Ménières sind Les Montets, Cugy und Fétigny im Kanton Freiburg sowie Valbroye im Kanton Waadt.

## Bevölkerung
Mit 442 Einwohnern (Stand 31. Dezember 2023) gehört Ménières zu den kleinen Gemeinden des Kantons Freiburg. Von den Bewohnern sind 94,3 % französischsprachig, 4,7 % deutschsprachig, und 0,3 % sprechen Italienisch (Stand 2000). Die Bevölkerungszahl von Ménières belief sich 1900 auf 305 Einwohner. Im Verlauf des 20. Jahrhunderts pendelte die Bevölkerungszahl bis 1960 in einem Bereich zwischen 280 und 300 Personen. Danach wurde ein deutlicher Rückgang auf 233 Einwohner (1980) verzeichnet, bevor wieder ein Bevölkerungswachstum einsetzte.

## Wirtschaft
Ménières war bis in die zweite Hälfte des 20. Jahrhunderts ein vorwiegend durch die Landwirtschaft geprägtes Dorf. Noch heute haben der Ackerbau (Zuckerrüben, Raps), der Anbau von Tabak, der Obstbau und die Viehzucht einen wichtigen Stellenwert in der Erwerbsstruktur der Bevölkerung. Weitere Arbeitsplätze sind im lokalen Kleingewerbe und im Dienstleistungssektor vorhanden. In Ménières gibt es ein Unternehmen des Baugewerbes und eine mechanische Werkstätte. Nördlich des Dorfes befindet sich eine grosse von der Firma Bersier SA betriebene Kies- und Sandgrube. In den letzten Jahrzehnten hat sich Ménières auch zu einer Wohngemeinde entwickelt. Die meisten Erwerbstätigen sind deshalb Wegpendler, die hauptsächlich in der Region Payerne arbeiten.

## Verkehr
Die Gemeinde liegt am Kreuzungspunkt der Verbindungsstrassen von Estavayer-le-Lac nach Granges-près-Marnand und von Payerne nach Combremont-le-Grand. Durch den Postautokurs, der von Payerne nach Combremont-le-Petit verkehrt, ist Ménières an das Netz des öffentlichen Verkehrs angebunden.

## Geschichte
Die erste urkundliche Erwähnung des Ortes erfolgte 1142 unter dem Namen Maineres. Später erschienen die Bezeichnungen Meinires, Meneriers und Mennieres (1228) sowie Mignières, Minuères, Meynère, Mesnières und Minières. Der Ortsname ist vom altfranzösischen Wort maine (Wohnsitz, Wohnort) abgeleitet.
Seit dem Mittelalter bildete Ménières eine eigene kleine Herrschaft, die unter der Herrschaft La Molière stand. Nachdem Bern 1536 das Waadtland erobert hatte, kam Ménières unter die Oberhoheit von Freiburg und wurde als Exklave der Vogtei Surpierre zugeteilt. Das Dorf war mehrfach von schweren Pestepidemien betroffen, weshalb ausserhalb des Ortes ein Krankenhaus für Aussätzige eingerichtet wurde. Nach dem Zusammenbruch des Ancien Régime (1798) gehörte Ménières während der Helvetik und der darauffolgenden Zeit zum Bezirk Estavayer und ab 1817 zum Bezirk Surpierre, bevor es 1848 in den Bezirk Broye eingegliedert wurde.

## Söhne und Töchter der Stadt
- Norbert Moret (1921–1998), Komponist und Pianist
- Marc Moret (1923–2006), Manager